# Monolith von Klein-Umstadt
Der Monolith von Klein-Umstadt ist ein möglicher vorgeschichtlicher Menhir oder ein mittelalterlicher Grenzstein bei Klein-Umstadt, einem Ortsteil von Groß-Umstadt im Landkreis Darmstadt-Dieburg in Hessen. Er wurde 1977 im Feld südwestlich des heutigen Standorts entdeckt und hinter der Wasserstation am westlichsten Punkt des UNESCO Geopark-Lehrpfades „Die kleine Bergstraße – Landschaft, Mensch und Umwelt in Klein-Umstadt“ im Geo-Naturpark Bergstraße-Odenwald  wieder aufgerichtet und der Sockel einbetoniert.

## Lage

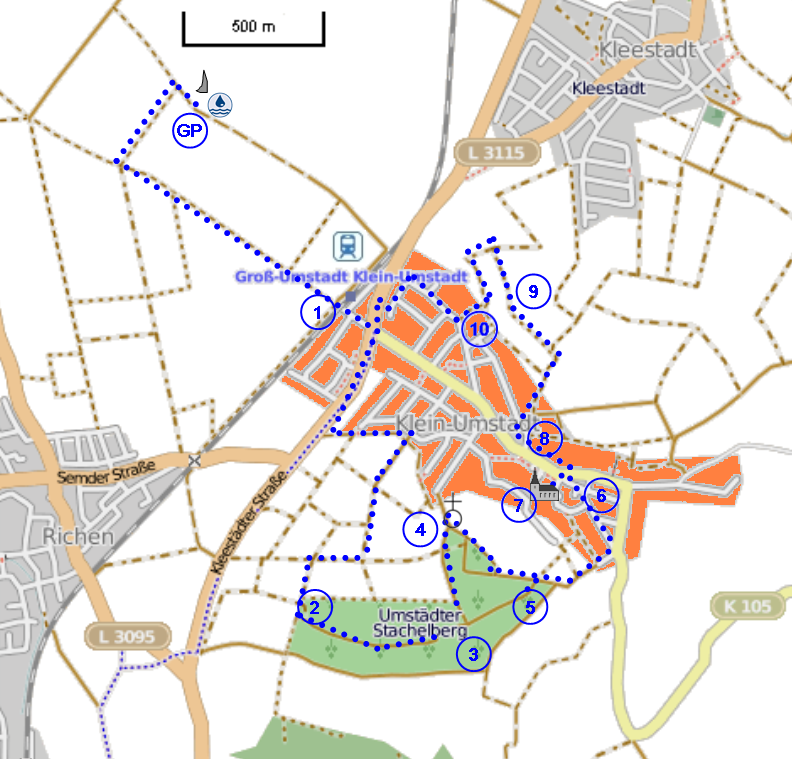
Der Geopfad mit eingezeichnetem Standort des Monoliths

Der Stein wurde im März 1977 nordwestlich von Klein-Umstadt im Flurstück In der Dreilingsgewann entdeckt und etwa 60 m weiter nordöstlich hinter dem Wasserhäuschen des Geopunktes in der Nähe des vom Binselberg und Klein-Umstadt herkommenden Amorbachs im Gewann Bruchwiesen aufgestellt.

## Beschreibung
Der Menhir besteht aus Odenwälder Sandstein (Rotsandstein). Er hat einen annähernd rechteckigen Querschnitt (Drachenviereck) und verjüngt sich auf allen Seiten nach oben hin. Der Stein hat eine Gesamthöhe von 133 cm, davon entfallen 102 cm auf den oberirdisch sichtbaren Teil. Seine Breite beträgt 59 cm und seine Dicke 50 cm. Es ist nicht klar, ob es sich um einen vorgeschichtlichen Menhir oder um einen Grenzstein der ehemaligen Siedlung und heutigen Wüstung Breitwiesen (heute Richer Gemarkung) handelt. Es wurden auf dem Stein keine Zeichen oder Ritzungen entdeckt.